# 小行星7708
小行星7708（7708 Fennimore）是一颗绕太阳运转的小行星，为主小行星带小行星。该小行星于1994年4月发现。

## 轨道参数
小行星7708的轨道半长轴为358 701 126 km（2.3977348 UA），离心率为0.153。